# Sara Jane Olson
Kathleen Soliah, alias Sara Jane Olson, född 16 januari 1947 i Palmdale, Kalifornien, är en amerikansk brottsling som levde under sin nya identitet på flykt från lagen under 23 år.
Soliah var bekant med Emily Harris, en av medlemmarna i Symbiotiska befrielsearmén och efter att alla dennas medlemmar, utom Emily Harris, Bill Harris och den kidnappade Patricia Hearst, dödats i en räd, kontaktade de överlevande medlemmarna Soliah, som tillsammans med sin bror Steve, syster Josephine och sin pojkvän Jim Kilgore blev medlemmar i gruppen. Soliah var med under det bankrån den 21 april 1975 under vilket Emily Harris dödade bankkunden Myrna Opsahl. Enligt Hearst, som dock inte själv var med inne i banken utan enbart i flyktbilen, slog Soliah en gravid banktjänsteman, vilket ledde till missfall.

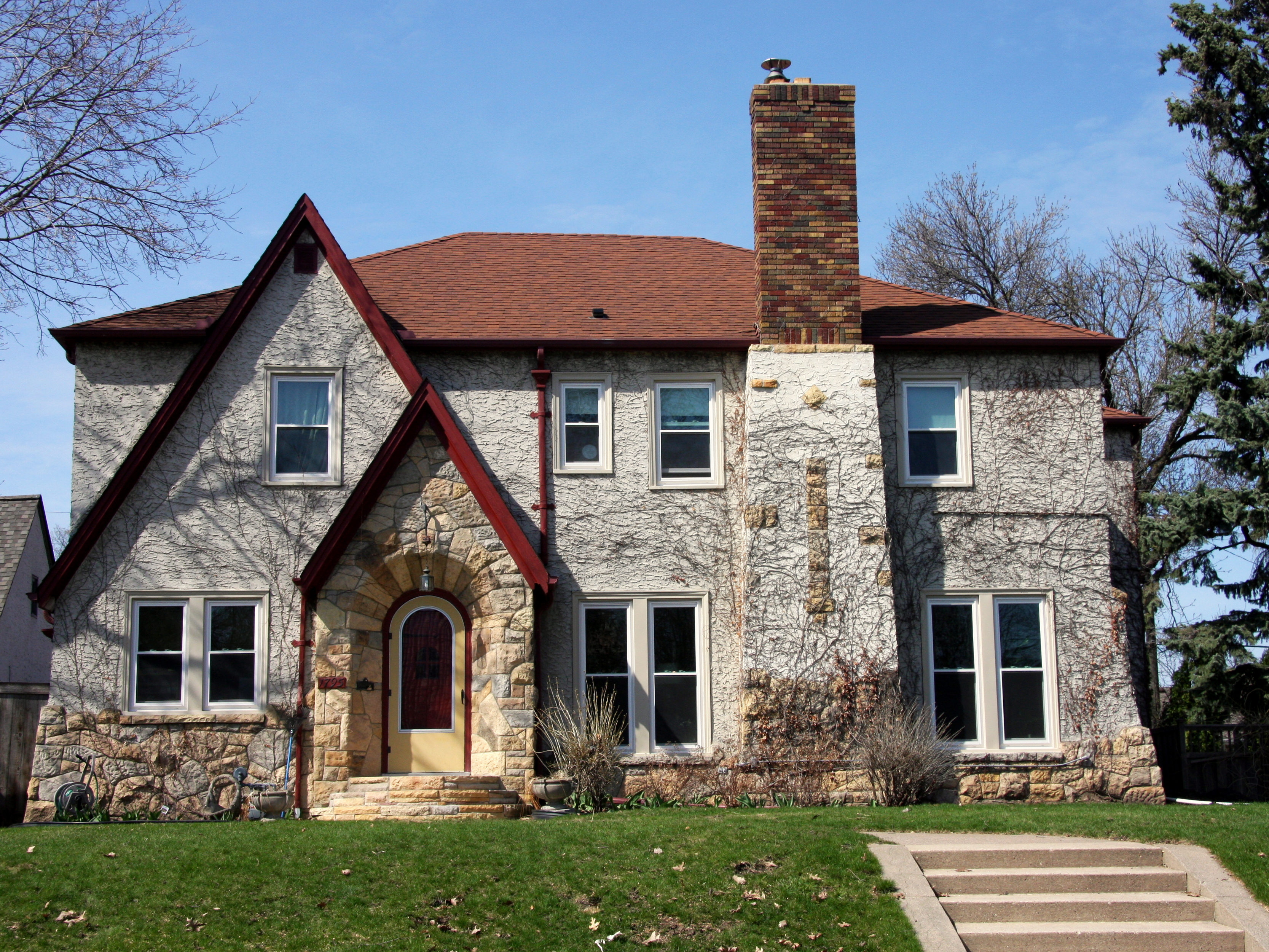
Det hus på 1795 West Hillcrest Avenue i Highland Park i St. Paul, Minnesota, USA, där Kathleen Soliah levde som Sara Jane Olson

I augusti samma år placerades en rörbomb under en polisbil. Bomben sprängdes dock aldrig. Soliah åtalades i sin frånvaro i februari 1976 och gick under jorden. Hon bytte namn till Sara Jane Olson, gifte sig med en läkare och flyttade till St. Paul, Minnesota, där parets tre döttrar växte upp. 1999 togs Soliahs fall upp på America's Most Wanted och efter inkomna tips arresterades hon den 16 juni det året. Hon stod anklagad för en rad olika brott och efter förhandlingar erkände hon sig i oktober 2001 skyldig till innehav av sprängmedel med avsikt att mörda. Senare påstod hon dock att hon inte var skyldig till detta heller utan att det var ett resultat av klimatet efter 11 september-attackerna. Efter ett antal turer fram och tillbaka höll hon dock fast vid beslutet att förklara sig skyldig. 
I samband med rättegången bytte Soliah sitt namn även officiellt till Sara Jane Olson. Hon avtjänade sitt straff på ett kvinnofängelse i Chowchilla, Kalifornien. Längden på hennes straff blev ändrat flera gånger. Den 17 mars 2008 släpptes hon, men spärrades in på nytt den 21 mars för att man räknat fel på hennes strafflängd och släppt henne för tidigt. Samma datum 2009 släpptes hon igen. 